# Angry
Angry is een nummer van de Britse rockband The Rolling Stones uit 2023. Het is de eerste single van hun vierentwintigste studioalbum Hackney Diamonds.

## Achtergrondinformatie
"Angry" was de eerste Rolling Stones-single in drie jaar (na Living in a Ghost Town uit 2020), en de eerste zonder de in 2021 overleden drummer Charlie Watts. The Rolling Stones brachten het nummer voor het eerst ten gehore tijdens de Tonight Show van Jimmy Fallon. Op het nummer zingt Mick Jagger over een relatie die op de rand van de afgerond balanceert.
De plaat werd in een aantal landen een bescheiden hit. Zo bereikte het de 34e positie in het Verenigd Koninkrijk. In Nederland kwam het tot de 17e positie in de Tipparade, terwijl in de Vlaamse Ultratop 50 de 35e positie gehaald werd.
Actrice Sydney Sweeney speelt de hoofdrol in de bijbehorende videoclip.

## Tracklijst
Muziekdownload
1. "Angry" - 3:46

## NPO Radio 2 Top 2000
| Nummer met noteringen in de NPO Radio 2 Top 2000 | '23  | '24  |
| ------------------------------------------------ | ---- | ---- |
| Angry                                            | 1541 | 1611 |

1. ↑  Een vetgedrukt getal geeft de hoogste notering aan.
2. ↑  2023 was het eerste jaar met een notering voor dit nummer.